# Harki
Harki ['aYki] és la persona que serveix dins una harka, i prové del mot àrab haraka que podríem traduir per moviment. Dins el llenguatge corrent del francès i per extensió a la terminologia política internacional, designa les tropes algerianes arrolades dins l'Exèrcit francès del 1957 al 1962, durant la guerra d'independència algeriana. Per extensió, la denominació s'ha estès a tots els algerians musulmans sostenidors de l'statu quo de dependència d'Algèria a la República Francesa. Actualment també designa la comunitat instal·lada a França el 1962 i a tots els descendents dels harkis repatriats.
Després que França optés per pactar la independència d'Algèria el 1962 amb els Acords d'Évian, va començar la desmobilització i el desarmament dels efectius algerians. Els acords que van servir de marc al procés d'autodeterminació no preveien la protecció o el futur dels filofrancesos en general ni dels harkis i les seves famílies en particular, malgrat incloure una amnistia per als actes efectuats i les opinions emeses abans de la independència.
No obstant això, el FLN d'Algèria no es va considerar obligat per aquests acords i les mesures de repressió vers els harkis (entre 70.000 i 160.000 van ser assassinats) van obligar una gran part d'aquests a veure's obligats a fugir a França.
L'èxode provocat pel naixement del nou estat representava una xifra enorme, propera al milió de persones. No obstant això, importants restriccions del govern francès van dificultar que gran part dels harkis poguessin traslladar-se a França i patissin la repressió del nou estat. Es calcula que només uns 90.000 van poder traslladar-se a la metròpoli, unint-se al gairebé milió de pieds-noirs que van arribar a una França que no havia previst cap mesura especial per a acollir-los.
La comunitat Harki s'ha trobat al mig d'una França que no els ha volgut reconèixer com a francesos, malgrat haver servit dins els seus exèrcits i una FLN que els ha fet corresponsables amb raó o sense de la brutal repressió a la població algeriana durant la guerra d'independència, especialment significatiu és el diàleg entre Pierre Messmer ministre dels exèrcits francès i el President Charles de Gaulle a la reunió del Consell de Ministres del 25 de juliol del 1962, Messmer va exposar que "Des harkis et des fonctionnaires musulmans, les moghzanis, se disent menacés. D'où des demandes qui viennent à la fois des autorités civiles et militaires. Il faut prendre une position de principe.", de Gaulle va respondre: "On ne peut pas accepter de replier tous les musulmans qui viendraient à déclarer qu'ils ne s'entendront pas avec leur gouvernement! Le terme de rapatriés ne s'applique évidemment pas aux musulmans: Ils ne retournent pas dans la terre de leurs pères! Dans leurs cas, il ne saurait agir que de réfugiés! Mais on ne peut les tels que s'ils couraient des dangers!" (Alain Peyrefitte, C'était de Gaulle, Fayard, 1994) fet que mostra amb tota la cruesa la voluntat dels representants de l'estat francès de desentendres de la comunitat Harki que els havia servit fidelment.
El setembre de 2021, Emmanuel Macron, president de França, "demana perdó" als harkis i anuncia una llei de "reconeixement i reparació".